# Pseudapocryptes elongatus
A Pseudapocryptes elongatus a csontos halak (Osteichthyes) főosztályának a sugarasúszójú halak (Actinopterygii) osztályába, ezen belül a sügéralakúak (Perciformes) rendjébe, a gébfélék (Gobiidae) családjába és az iszapugró gébek (Oxudercinae) alcsaládjába tartozó faj.
A Pseudapocryptes halnem típusfaja.

## Előfordulása
A Pseudapocryptes elongatus előfordulási területe az Indiai-óceán keleti felén, valamint a Csendes-óceán nyugati felén van. Indiától kezdve egészen Kínáig és Tahitiig sokfelé megtalálható. A Mekong deltájában közönséges halnak számít.

## Megjelenése
Ez a gébfaj legfeljebb 20 centiméter hosszú; de 15,4 centiméteresen már felnőttnek számít. Egyes példányok testén néhány barna folt látható; azonban a többségüknél ezek a foltok hiányoznak.

## Életmódja
Trópusi halfaj, amely az édes- és brakkvízben érzi jól magát. Az oxigént képes, egyenesen a levegőből kivenni, azzal a feltétellel, ha nedvesek a kopoltyúi és a bőre. A víz alá is lemerülhet. A 23-28 Celsius-fokos vízhőmérsékletet kedveli. Az iszapos folyótorkolatokban és a folyók alsó szakaszainak az árapálytérségében él.

## Felhasználása
Ennek az iszapugró gébnek csak kis halászati értéke van.